# Fitch Ratings
Fitch Ratings ist eine Ratingagentur mit Firmensitzen in New York und London. Fitch Ratings ist Teil der Fitch Group gehört zu 100 % zu Hearst Communications Inc. Die Ratingagentur ist in mehr als 30 Ländern weltweit präsent und beschäftigt über 2000 Mitarbeitende. Das Unternehmen ist eine der sechs in Deutschland für die bankaufsichtliche Risikogewichtung anerkannte Agenturen. In Deutschland ist sie in Frankfurt am Main als Fitch Deutschland GmbH vertreten.

## Unternehmensgeschichte
Die Gründung des Unternehmens unter dem Firmennamen Fitch Publishing Company erfolgte am 24. Dezember 1913 in New York durch John Knowles Fitch und 1924 begann die Fitch Publishing Company Finanzstatistiken zu veröffentlichen. Sie war die erste Ratingagentur, die die Bewertungsskala von AAA bis D verwendete. 1997 wurde Fitch vom französischen Finanzunternehmen Fimalac SA übernommen und mit der in London befindlichen Tochtergesellschaft IBCA Limited fusioniert. 2006 stieg Hearst Communications mit einer Beteiligung bei Fitch ein und steigerte die Anteile bis 2015 auf 80 %. 2018 wurden die verbleibenden 20 % von Fimalac für 2,8 Milliarden US-Dollar gekauft.

## Bewertungstätigkeit
Fitch Ratings bewertet die Bonität von Staaten, Unternehmen und Banken nach deren veröffentlichten Daten. Mit einem Marktanteil von 15 Prozent war sie laut einer Meldung aus dem Handelsblatt im Jahr 2011 nach Standard & Poor’s und Moody’s die drittgrößte Ratingagentur.
Die Bewertung wird von den Auftraggebern bezahlt, sie liegt bei 3 bis 4 Basispunkten je Anleihe. Bei der Bewertung der Staatsanleihen kann normalerweise keine Rechnung erstellt werden.
Ratingagenturen vergeben nur eine Note. Bei einer schlechten Bewertung müssen beispielsweise die bewerteten Staaten für ihre Anleihen höhere Zinsen zahlen. Der Einfluss der Notenvergabe ist auf die Finanzinstitute und auf die Öffentlichkeit groß und hat weitreichende Folgen auf das Wirtschaftsgeschehen von Unternehmen, Banken und Staaten.

## Rating-Codes
Im Folgenden sind die von Fitch und deren wichtigsten Konkurrenten verwendeten Rating-Codes gelistet:
Verschiedene Skalen werden für die Ratings verwendet. Einen Überblick über die Skalen der führenden Agenturen anhand anerkannter Vergleichstabellen gibt nachfolgende Tabelle:
| Moody’s   | Moody’s    | S&P       | S&P        | Fitch     | Fitch      | DBRS      | DBRS         | Englische Bezeichnung                        | Deutsche Beschreibung |
| --------- | ---------- | --------- | ---------- | --------- | ---------- | --------- | ------------ | -------------------------------------------- | --- |
| Long Term | Short Term | Long Term | Short Term | Long Term | Short Term | Long Term | Short Term   | Englische Bezeichnung                        | Deutsche Beschreibung |
| Aaa       | P-1        | AAA       | A-1+       | AAA       | F1+        | AAA       | R-1 (high)   | Prime (Triple A)                             | Schuldner höchster Bonität, Ausfallrisiko auch längerfristig so gut wie vernachlässigbar                                                                          |
| Aa1       | P-1        | AA+       | A-1+       | AA+       | F1+        | AAhigh    | R-1 (middle) | High grade                                   | Sichere Anlage, Ausfallrisiko so gut wie vernachlässigbar, längerfristig aber etwas schwerer einzuschätzen                                                        |
| Aa2       | P-1        | AA        | A-1+       | AA        | F1+        | AA        | R-1 (middle) | High grade                                   | Sichere Anlage, Ausfallrisiko so gut wie vernachlässigbar, längerfristig aber etwas schwerer einzuschätzen                                                        |
| Aa3       | P-1        | AA−       | A-1+       | AA−       | F1+        | AAlow     | R-1 (middle) | High grade                                   | Sichere Anlage, Ausfallrisiko so gut wie vernachlässigbar, längerfristig aber etwas schwerer einzuschätzen                                                        |
| A1        | P-1        | A+        | A-1        | A+        | F1         | Ahigh     | R-1 (low)    | Upper medium grade                           | Sichere Anlage, sofern keine unvorhergesehenen Ereignisse die Gesamtwirtschaft oder die Branche beeinträchtigen                                                   |
| A2        | P-1        | A         | A-1        | A         | F1         | A         | R-1 (low)    | Upper medium grade                           | Sichere Anlage, sofern keine unvorhergesehenen Ereignisse die Gesamtwirtschaft oder die Branche beeinträchtigen                                                   |
| A3        | P-2        | A−        | A-2        | A−        | F2         | Alow      | R-2 (high)   | Upper medium grade                           | Sichere Anlage, sofern keine unvorhergesehenen Ereignisse die Gesamtwirtschaft oder die Branche beeinträchtigen                                                   |
| Baa1      | P-2        | BBB+      | A-2        | BBB+      | F2         | BBBhigh   | R-2 (middle) | Lower medium grade                           | Durchschnittlich gute Anlage. Bei Verschlechterung der Gesamtwirtschaft ist aber mit Problemen zu rechnen                                                         |
| Baa2      | P-3        | BBB       | A-3        | BBB       | F3         | BBB       | R-2 (low)    | Lower medium grade                           | Durchschnittlich gute Anlage. Bei Verschlechterung der Gesamtwirtschaft ist aber mit Problemen zu rechnen                                                         |
| Baa3      | P-3        | BBB−      | A-3        | BBB−      | F3         | BBBlow    | R-3          | Lower medium grade                           | Durchschnittlich gute Anlage. Bei Verschlechterung der Gesamtwirtschaft ist aber mit Problemen zu rechnen                                                         |
| Ba1       | Not Prime  | BB+       | B          | BB+       | B          | BBhigh    | R-4          | Non-investment grade speculative             | Spekulative Anlage. Bei Verschlechterung der Lage ist mit Ausfällen zu rechnen                                                                                    |
| Ba2       | Not Prime  | BB        | B          | BB        | B          | BB        | R-4          | Non-investment grade speculative             | Spekulative Anlage. Bei Verschlechterung der Lage ist mit Ausfällen zu rechnen                                                                                    |
| Ba3       | Not Prime  | BB−       | B          | BB−       | B          | BBlow     | R-4          | Non-investment grade speculative             | Spekulative Anlage. Bei Verschlechterung der Lage ist mit Ausfällen zu rechnen                                                                                    |
| B1        | Not Prime  | B+        | B          | B+        | B          | Bhigh     | R-5          | Highly speculative                           | Hochspekulative Anlage. Bei Verschlechterung der Lage sind Ausfälle wahrscheinlich                                                                                |
| B2        | Not Prime  | B         | B          | B         | B          | B         | R-5          | Highly speculative                           | Hochspekulative Anlage. Bei Verschlechterung der Lage sind Ausfälle wahrscheinlich                                                                                |
| B3        | Not Prime  | B−        | B          | B−        | B          | Blow      | R-5          | Highly speculative                           | Hochspekulative Anlage. Bei Verschlechterung der Lage sind Ausfälle wahrscheinlich                                                                                |
| Caa1      | Not Prime  | CCC+      | C          | CCC       | C          | CCC       | D            | Substantial risks                            | Nur bei günstiger Entwicklung sind keine Ausfälle zu erwarten |
| Caa2      | Not Prime  | CCC       | C          | CC        | C          | CC        | D            | Extremely speculative                        | Nur bei günstiger Entwicklung sind keine Ausfälle zu erwarten |
| Caa3      | Not Prime  | CCC−      | C          | CC        | C          | CC        | D            | In default with little prospect for recovery | Moody’s: in Zahlungsverzug Standard & Poor’s: hohe Wahrscheinlichkeit eines Zahlungsausfalls oder Insolvenzverfahren beantragt, aber noch nicht in Zahlungsverzug |
| Ca        | Not Prime  | CC        | C          | C         | C          | C         | D            | In default with little prospect for recovery | Moody’s: in Zahlungsverzug Standard & Poor’s: hohe Wahrscheinlichkeit eines Zahlungsausfalls oder Insolvenzverfahren beantragt, aber noch nicht in Zahlungsverzug |
| Ca        | Not Prime  | C         | C          | C         | C          | C         | D            | In default with little prospect for recovery | Moody’s: in Zahlungsverzug Standard & Poor’s: hohe Wahrscheinlichkeit eines Zahlungsausfalls oder Insolvenzverfahren beantragt, aber noch nicht in Zahlungsverzug |
| C         | Not Prime  | SD        | /          | RD        | /          | D         | /            | Selective/Restricted default                 | Teilweiser, begrenzter oder vollständiger Zahlungsausfall |
| C         | Not Prime  | D         | /          | D         | /          | D         | /            | In default                                   | Teilweiser, begrenzter oder vollständiger Zahlungsausfall |